# پانونیکا دی کونیگزوارتر
پانونیکا دی کونیگزوارتر (انگلیسی: Pannonica de Koenigswarter; ۱۰ دسامبر ۱۹۱۳ – ۳۰ نوامبر ۱۹۸۸) عکاس، نویسنده و نقاش اهل بریتانیا بود.